# Фримонт (окръг, Айдахо)
Вижте пояснителната страница за други значения на Фримонт.
Окръг Фримонт (на английски: Fremont County) е окръг в щата Айдахо, Съединени американски щати. Площ 4910 km² (2,27% от площта на щата, 16-о място по големина). Население – 13 094 души (2017), 0,82% от населението на щата, гъстота 2,67 души/km². Административен център град Сейнт Антъни.
Окръгът е разположен в източната част на щата. Граничи със следните окръзи: на юг – Титон и Мадисън, на югозапад – Джеферсън, на Запад – Кларк, на север – с щата Монтана, а на изток – с щата Уайоминг. В югозападния сектор на окръга релефът е равнинен, зает от най-горната част на обширната равнина на река Снейк с надморска височина от 1500 до 1800 m. В останалите му райони релефът е планински зает от хребетите, простиращи се западно от националния парк Йелоустоун. Максималната височина от 3176 m е разположена на границата с щата Монтана, между проходите Рейнолдс на запад и Таргхее на югоизток. От север на юг през целия окръг протича река Хенрис (десен приток на Снейк) с горното и средното си течение. В изворната ѝ област е разположено планинското езеро Хенрис, а по-надолу е изграден язовирът Айлънд Парк.
Най-голям град в окръга е административният център Сейнт Антъни 3542 души (2010 г.), а втори по големина е град Ащън 1127 души (2010 г.). Останалите населени места са с население под 500 души.
През окръга от юг на север, в т.ч. и през административния център Сейнт Антъни, на протежение от 104,6 km, преминава участък от Междущатско шосе .
Окръгът е образуван на 4 март 1893 г. и е наименуван в чест на американския военен топограф Джон Фримонт, изследвал тези райони през 1843 г.